# Hazel (TV-serie)
Hazel är en Screen Gems-TV-serie om ett fiktivt inneboende hembiträde vid namn Hazel Burke (Shirley Booth) och hennes arbetsgivare, familjen Baxter. Serien, som bestod av 154-avsnitt under fem säsonger, sändes mellan september 1961 och april 1966.  De fyra första säsongerna sändes i NBC, och sponsrades av Ford Motor Company, som tidigare skrivit Tennessee Ernie Fords komedi och varietéshow, The Ford Show. Under säsong fyra sponsrade Bristol-Myers Hazel. Under sista säsongen i CBS, var Procter & Gamble och Philip Morris sponsorer. Serien var baserad på en populär serieremsa av Ted Key som publicerades i Saturday Evening Post.

## Mottagande
Serien räknades vara en stor framgång då den debuterade, och säsong 1 rankades fyra i Nielsens betyg för 1961-1962. Shirley Booth fick två Emmy Awards, (1962 and 1963) för "Hazel" och en Emmy-nominering för hennes tredje säsong (1964). Skådespelerskan vann Golden Globe för Best TV Star (1964), och nominerades två gånger till TV Land Award, Favorite Made-for-TV Maid (2004 och 2006).
Under första säsongen hade Hazel så höga tittarsiffror att man tvingades avbryta den konkurrerande serien, ABC:s nya situationskomedi Margie, med Cynthia Pepper, som utspelar sig under det så kallade glada 1920-talet.[källa behövs]
ABC kopierade löst handlingen i Hazel 1962-1963 I serien Our Man Higgins med en engelsk butler i en amerikansk förortsfamilj. Stanley Holloway spelade huvudrollen, med Audrey Totter och Frank Maxwell.
Historien om hur Hazel blev hembiträde berättas första gången i Love Is The Reason For It All...The Shirley Booth Story av Jim Manago, med radioarbete av Donna Manago, och förord av Ted Key. BearManor Media, ISBN 978-1-5939-3146-9

## Sändningshistorik
NOTE: De vanligaste sändningstiderna i kursiv text.
- Torsdagar klockan 9:30-10:00 PM i NBC: 28 september 1961—25 mars 1965
- Måndagar klockan 9:30-10:00 PM i CBS: 13 september 1965—11 april 1966

## Syndikering
Hazel sändes i Superstation WTBS från 1980 till 1986, och WGN 1994. Hazel sändes också i TV Land åren 2002-2003. I januari 2012 sändes serien i Antenna TV.

## DVD
Sony Pictures Home Entertainment released the first season of Hazel on DVD in Region 1 on August 1, 2006. 
Den 18 februari 2011 meddelade Shout! Factory att man köpt rättigheterna till serien (under Sonys godkännande) och skulle börja släppa säsong 2 på DVD 2011.  Den 7 november 2011 meddelades att säsong 2 skulle släppas den 21 februari 2012. Den 10 februari 2012 meddelades att säsong 3 skulle släppas den 15 maj 2012.
| DVD-namn      | Avsnitt# | Släppdatum       |
| ------------- | -------- | ---------------- |
| Hela säsong 1 | 35       | 1 augusti 2006   |
| Hela säsong 2 | 32       | 21 februari 2012 |
| Hela säsong 3 | 32       | 15 maj 2012      |